# Moggridgea terricola
Espèce
Synonymes
- Caedmon affinis O. Pickard-Cambridge, 1904

Moggridgea terricola est une espèce d'araignées mygalomorphes de la famille des Migidae.

## Distribution
Cette espèce est endémique du Cap-Occidental en Afrique du Sud,.

## Description
Les femelles mesurent de 7,66 à 16,00 mm

## Publication originale
- Simon, 1903 : Descriptions d'arachnides nouveaux. Annales de la Société entomologique de Belgique, vol. 47, p. 21-39 (texte intégral).